# Bernadette Schuster-Barkau
Bernadette Schuster-Barkau, geborene Schuster (* 28. März 1953 in Cloppenburg) ist eine deutsche Politikerin.

## Ausbildung und Beruf
Nach dem Besuch des Gymnasiums für Mädchen in Osnabrück machte Schuster-Barkau eine wirtschaftsbezogene fremdsprachliche Prüfung vor der Industrie- und Handelskammer Düsseldorf und ging zur Fachschule. Am Abendgymnasium Osnabrück holte sie ihr Abitur nach und belegte von 1978 bis 1983 ein Teilzeitstudium in Wirtschaftswissenschaften an der Fernuniversität Hagen. Sie arbeitete als Exportsachbearbeiterin, kaufmännische Angestellte und Verwaltungsangestellte und war Mitarbeiterin eines Bundestagsabgeordneten. Von 1982 bis zu ihrem Eintritt in den Landtag war sie Mitarbeiterin, später Geschäftsführerin der Kreistagsfraktion der SPD in Osnabrück.

## Politik
Seit 1978 ist Schuster-Barkau Mitglied der SPD. Sie ist stellvertretende Vorsitzende des Stadtbezirks Bramsche-Altstadt. Von 1986 bis 1991 und von 1996 bis 2001 war sie Mitglied des Ortsrates Bramsche-Mitte. Zudem gehört sie seit 1996 dem Rat der Stadt Bramsche an. Zwischen 1986 und 1991 war sie Kreistagsabgeordnete im Landkreis Osnabrück. 1998 zog sie als Nachrückerin für Gerhard Schröder in den Niedersächsischen Landtag ein. Bei den Wahlen 2003 wurde ihr Landtagsmandat bestätigt. Sie gehörte dem Landtagspräsidium an und war als Schriftführerin tätig, ehe sie 2008 aus dem Landtag ausschied.

## Privates
Schuster-Barkau ist verheiratet und hat zwei Kinder.
| Personendaten    | Personendaten                   |
| ---------------- | ------------------------------- |
| NAME             | Schuster-Barkau, Bernadette     |
| KURZBESCHREIBUNG | deutsche Politikerin (SPD), MdL |
| GEBURTSDATUM     | 28. März 1953                   |
| GEBURTSORT       | Cloppenburg                     |